# Hargrave River
Hargrave River är ett vattendrag i Kanada.   Det ligger i provinsen Manitoba, i den sydöstra delen av landet, 1 900 km nordväst om huvudstaden Ottawa. Hargrave River ligger vid sjön Hill Lake.
I omgivningarna runt Hargrave River växer i huvudsak barrskog. Trakten runt Hargrave River är nära nog obefolkad, med mindre än två invånare per kvadratkilometer.